# Abbaye d'Hauterive
L'abbaye d'Hauterive est une abbaye cistercienne fondée en 1138 par Guillaume, seigneur de Glâne, à Hauterive, aujourd'hui en Suisse dans le district de la Sarine du canton de Fribourg. C'est la plus ancienne abbaye cistercienne de Suisse romande qui soit encore vivante,. Les trois autres abbayes sont celles de la Maigrauge fondée en 1255, de la Fille-Dieu fondée vers 1239-1240 et des cisterciennes-bernardines de Sierre fondée en 1935.

## Histoire

### Fondation
L'abbaye d'Hauterive (« Altaripa » : la haute rive) est fondée par Guillaume de Glâne, seigneur de Villars-sur-Glâne et d'Arconciel, avec l'accord  de l'évêque de Lausanne (1137). Une pancarte, datée de 1139, énumère les donations faites par le seigneur Dominus Wilhelmus de Glana, avec le consentement du comte de Genève, Amédée Ier, et souscrites par Guillaume de Glâne, Thorin et Jorran de Gruyère et Raoul/Rodolphe de Ponte.
Entre 1131 et 1137, Guillaume de Glâne fait venir des religieux de l'abbaye de Cherlieu à qui il offre les terrains nécessaires. À cet effet, il fait démolir son château et réemploie les matériaux pour la construction de l'abbaye où il mourra en février 1142 ou 1143 en qualité de frère convers et sera inhumé dans le chœur.
Les moines en provenance de l'abbaye de Cherlieu vont s'installer pendant une vingtaine d'années aux abords du site qui verra s'élever l'abbaye. Entre 1150 et 1160, l'église, le cloître et les bâtiments communautaires sont érigés avec le bois de la proche forêt. Un siècle plus tard, le mur d'enceinte, la chapelle des hôtes, le moulin et la ferme sont construits. Sous la direction de l'abbé Pierre Dives le cloître, une partie des bâtiments et l'église sont reconstruits en pierre entre 1310 et 1330 par une trentaine de tailleurs venus du chantier de la cathédrale Saint-Nicolas de Fribourg.
Les terres de l'abbaye provenant de l'héritage de Guillaume de Glâne, celle-ci sera, dans ses premières années, en conflit avec les comtes de Gruyère. En effet, un des membres de cette famille, en l'occurrence Rodolphe Ier de Gruyère, avait épousé la sœur de Guillaume et hérité d'une partie des biens de ce dernier. L'abbaye n'aura de cesse de réclamer ces biens qu'elle obtiendra en partie.
L'église abbatiale, consacrée en présence de l'évêque Guido de Maligny, date du XIIe siècle et le cloître est gothique.
Ses armoiries sont : « parti, au premier de sable à la bande échiquetée de gueules et d'argent (qui est de Bernard de Clairvaux) ; au deuxième de gueules semé de croisettes d’argent au lion d'or brochant (qui est de Guillaume de Glâne) ».
L'abbaye possédera des maisons à Fribourg dès 1180 ainsi que la seigneurie d'Ecuvillens (siège supposé des seigneurs de Glâne) avec les terres, dîmes et cens dès sa fondation. Elle saura s'allier la protection de Berthold IV de Zähringen puis de Hartmann V de Kibourg, en remplacement d'Hugues III de Chalon.
L'abbaye d'Hauterive n'aura qu'une seule « fille » qui est l'abbaye de Kappel am Albis, fondée en 1185.

### Fermeture
Elle fut fermée en 1848 par décision du gouvernement radical fribourgeois, à la suite de la guerre du Sonderbund. Les locaux furent utilisés comme école d'agriculture, puis comme école normale où enseigna notamment l'abbé Bovet. 

### Retour des moines
Une communauté cistercienne venue de l'abbaye autrichienne de Wettingen-Mehrerau, et dirigée par le R.P. Kleiner, y reprit la vie monastique en 1939. Actuellement, la liturgie est chantée en partie en latin (empruntant au répertoire du chant grégorien cistercien traditionnel), et en partie en français (selon une harmonisation étroitement inspirée du plain chant). 
Dix-huit moines cisterciens vivent à l'abbaye d'Hauterive.

## Architecture et description

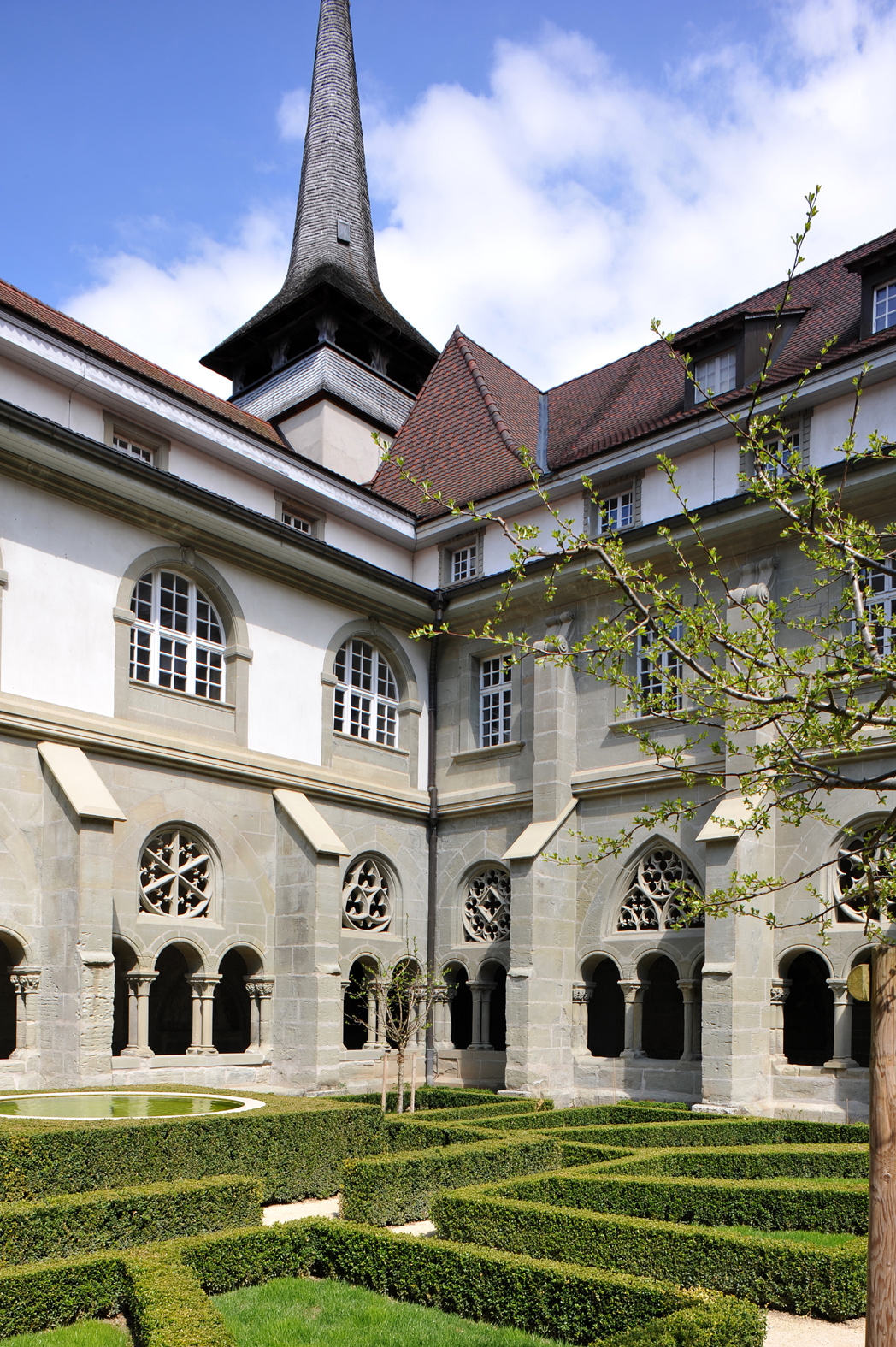
Le cloître

### Orgues
Depuis le XIVe siècle les orgues sont utilisées dans les abbayes cisterciennes pour soutenir le chant de l'office divin. Ainsi en fut-il aussi à Hauterive. Au XVIIe siècle, l'abbaye possédait même deux orgues.
Au XIXe siècle, le facteur d'orgues Aloys Mooser (1770-1839) y créa un instrument d'une sonorité exceptionnelle, à une époque où l'église était utilisée à d'autres fins que monastiques. 
En 1954, pour des raisons de gestion du patrimoine culturel, les orgues furent transférées à l'église Saint-Michel de Fribourg.
Un petit orgue le remplaça à partir de 1957, mais il s'avéra inadapté au renouveau liturgique et musical qui suivit le concile Vatican II ; les moines se mirent donc à la recherche d'un nouvel instrument. Construit par la manufacture Kuhn SA, il a été béni et inauguré le 20 novembre 2011.

## Filiation et dépendance
Hauterive est fille de l'abbaye de Cherlieu et mère de Kappel.

## Liste des anciens abbés

### Les abbés duXIIesiècleà 1849
Liste non complète
- 1139 : Etienne[17]
- 1142/1143 - 1157 : Girard[18],[19]
- après 1157 - avant 1162 : Richard[20]
- avant 1162 : Guillaume[21]
- 1162 : Ponce[22]
- après 1162 - avant 1172 : Astralabe[22],[23]
- après 1162 - avant 1172 : Hugues de Port[22]
- après 1162, ... - avant 1172 : Ulrich de Matran[24]
- 1172 - 1179 : Guillaume le Provincial[25]
- 1181/1182 - après 1188 : Hugues de Corbières[25]
- 1190 - 1200 : Guillaume de la Roche[26]
- 1201 - 1229 : Jean de Releport[27]
- 1230 - 1233/1234 : Hugues de Yeguestorf[28]
- 1234, ... - 1241/1242 : Ulrich de Prunio[29]
- 1242 - 1248 : Henricus de Pruuino[30]
- 1251 - 1257 : Pierre de Gruyère[31]
fils du comte Rodolphe II de Gruyère
- 1258 - 1268 : Wibert de Fribourg[32]
- 1268? - 1295? : Guy de Cherlieu[33]
- 1296 - 1300/1301 : Hugues[34]
- 1309 - 1318/1319 : Ulrich de Lausanne[35]
- 1320 - 1328 : Pierre Dives[36],[37]
- 1330 - 1336/1337 : Aymon de Dompierre[38]
- 1337 - 1347 : Albert de Prez[39]
- 1348 - 1355/1356 : Jacques de Corpataux[40]
- 1357/1358 - 1368 : Rodolphe de Blonay[41],[42]
- 1370 - 1391/1392 : Nicolas de Bertigny[43]
- 1393? : Jean d'Avry[43]
- 1393 - 1394? : Jean Grosset[44]
- 1394 - 1404 : Conon de Treyvaux[45],[46]
- 1404 - 1449 : Pierre d'Affry/Avrie[47],[48]
- 1449 - 1472 : Pierre Masaleir[49]
- 1472 - 1488 : Jean Philibert[50]
- 1488 - 1500 : Jean Renauld[51]
- 1500 - 1511 : Jean Speglin[52],[53]
- 1511 - 1519 : Jean Taverney[54]
- 1519 : Rolet Fruyo[55]
- 1519 - 1535 : Jean Schiely[56]
- 1535 - 1559 : Jean Gribolet[57]
- 1559 - 1568 : Jean Berner[58]
- 1569 - 1578 : Jacques Mullibach[59]
- 1578 - 1604 : Antoine Gribolet[60]
- 1604 - 1609 : Pierre Python[61]
- 1609 - 1614 : Antoine Dupasquier[62],[63]
- 1614 - 1616 : Pierre Deytard[64]
- 1616 - 1640 : Guillaume Moënnat[65],[66]
- 1640 - 1659 : Clément Dumont[67]
- 1659 - 1670 : Dominique Buman[68]
- 1670 - 1700 : Candide Fivaz[69]
- 1700 - 1703 : Antoine de Reynold[70],[71]
- 1703 - 1715 : Clément Morat[72]
- 1715 - 1742 : Henri de Fivaz[73]
- 1742 - 1754 : Constantin de Maillardoz[74]
- 1754 - 1761 : Emmanuel Thumbé[75]
- 1761 - 1795 : Bernard-Emmanuel de Lenzbourg[76],[77]
- 1795 - 1812 : Robert Gendre[78],[79]
- 1812 - 1831 : Jean-Joseph Girard[80]
- 1831 - 1849 : Aloys Dosson[81]

### Abbés (1939 à nos jours)
- 1939 - 1950 : Sighard Kleiner[82],[83]

premier prieur de la communauté restaurée
- 1950 - 1994 : Bernhard Kaul[84]
- 1994 - 2010 : Mauro-Giuseppe Lepori

nommé Abbé Général de l'Ordre Cistercien à Rome le 2 septembre 2010).
- depuis le 14 septembre 2010 : Marc de Pothuau